# ミラ・ファーラン
ミラ・ファーラン (Mira Furlan、1955年9月7日 - 2021年1月20日) は、クロアチア出身の女優。

## 略歴
当時ユーゴスラヴィア領であったザグレブ生まれ。1980年代からクロアチアで映画、舞台、テレビと活躍。1991年に映画監督である夫ゴラン・ガイッチ（en:Goran Gajić）とともにアメリカに移住し、『バビロン5』や『LOST』といった人気テレビシリーズに出演している。

## 主な出演作品
- パパは、出張中! Otac na sluzbenom putu (1985)
- 君だけを見つめて… My Antonia (1994)
- バビロン5 Babylon 5 (1994-1998)
- LOST Lost (2004-2008、2010)
- NCIS 〜ネイビー犯罪捜査班 Navy NCIS: Naval Criminal Investigative Service (2009)
- LAW & ORDER:LA Law & Order: Los Angeles (2010)
- ペイデイ2 Payday2 (2015)